# آدریان گرنیر
آدریان گرنیر (انگلیسی: Adrian Grenier؛ زادهٔ ۱۰ ژوئیهٔ ۱۹۷۶) یک تهیه‌کننده، کارگردان، و هنرپیشه اهل ایالات متحده آمریکا است. وی از سال ۱۹۹۷ میلادی تاکنون مشغول فعالیت بوده است.
از فیلم‌ها یا برنامه‌های تلویزیونی که وی در آن نقش داشته است می‌توان به انتورایج، جنگ هارت، آرسنال و عشق در زمان پول داشتن اشاره کرد.